# Илия Русев
Илия Русев е български революционер, деец на Вътрешната македоно-одринска революционна организация.

## Биография
Русев е роден през 1885 година в хаджиелеското село Бяла река. Служи в Българската армия. Присъединява се към ВМОРО и влиза в четата на Иван Наумов - Алябака. През юли 1907 г. влиза в Македония като десетар в една от най-големите организационни чети, състояща се от 60 души, повечето от които войници от Българската армия. Участва в сражението на връх Ножот и Попадийските чукари.